# Thể thao điện tử tại Đại hội Thể thao Đông Nam Á 2021 – Liên Quân Mobile
Nội dung Liên Quân Mobile tại Đại hội Thể thao Đông Nam Á 2021 diễn ra vào ngày 14 và 15 tháng 5 năm 2022 tại Trung tâm Hội nghị Quốc gia ở Hà Nội, Việt Nam. Có 32 vận động viên thuộc 5 quốc gia tham dự nội dung này dưới tư cách đồng đội.
Đây là lần thứ hai Liên Quân Mobile xuất hiện với tư cách là một nội dung tranh huy chương trong một cuộc thi đa môn thể thao được Ủy ban Olympic Quốc tế chấp thuận. Trước đó đây là một nội dung thi đấu biểu diễn tại Đại hội Thể thao châu Á 2018.

## Vòng loại
Mỗi Ủy ban Olympic Quốc gia (NOC) có thể chọn tối đa 1 đội gồm 5 vận động viên chính thức cùng 2 vận động viên dự bị. Các vận động viên phải đủ 18 tuổi trở lên tính đến thời điểm bắt đầu thi đấu chính thức tại Đại hội Thể thao Đông Nam Á 2021, tức là vận động viên phải có ngày sinh trước ngày 12 tháng 5 năm 2004.
Danh sách vận động viên tham dự phải được gửi về trước 0 giờ ngày 13 tháng 3 năm 2022 (UTC+7).
Lào, Malaysia, Philippines và Việt Nam lựa chọn đội tuyển từ vòng loại của riêng họ. Còn đội tuyển Thái Lan được lựa chọn dựa theo thành tích thi đấu các giải quốc tế của các cá nhân.

## Thể thức thi đấu
Do chỉ có 5 quốc gia tham dự, nên 5 quốc gia này được xếp vào một bảng. Tại vòng bảng, các đội thi đấu vòng tròn 1 lượt theo thể thức đấu 2 ván (Bo2). Mỗi kết quả 2–0 sẽ đem lại cho đội thắng 3 điểm, đội thua không có điểm. Nếu kết quả hòa 1–1, mỗi đội có 1 điểm. Vòng chung kết diễn ra theo thể thức nhánh thắng - nhánh thua đấu 5 thắng 3 (Bo5), riêng trận chung kết tổng theo thể thức đấu 7 thắng 4 (Bo7). Toàn bộ các trận đấu tại giải đều áp dụng luật Cấm - chọn Quốc tế, theo đó các đội không được sử dụng lại tướng mà họ đã sử dụng ở các ván đấu trước trong vòng 6 ván đầu tiên của một trận đấu.

## Lịch thi đấu
Tất cả thời gian đều là UTC+7
Nội dung Liên Quân Mobile sẽ diễn ra trong 3 ngày.
| Ngày                               | Thời gian | Vòng                          |
| ---------------------------------- | --------- | ----------------------------- |
| Thứ sáu, ngày 20 tháng 5 năm 2022  | 09:00     | Vòng bảng                     |
| Thứ bảy, ngày 21 tháng 5 năm 2022  | 14:00     | Bán kết                       |
| Chủ nhật, ngày 22 tháng 5 năm 2022 | 09:00     | Tranh huy chương Đồng và Vàng |

## Vòng bảng
Tất cả trận đấu diễn ra vào ngày 20 tháng 5

| VT | Đội          | ST | T | H | B | VT | VB | HS | Đ  | Giành quyền tham dự       |
| -- | ------------ | -- | - | - | - | -- | -- | -- | -- | ------------------------- |
| 1  | Thái Lan     | 4  | 3 | 1 | 0 | 7  | 1  | +6 | 10 | Giành quyền vào Bán kết 2 |
| 2  | Việt Nam (H) | 4  | 3 | 1 | 0 | 7  | 1  | +6 | 10 | Giành quyền vào Bán kết 1 |
| 3  | Malaysia     | 4  | 1 | 1 | 2 | 3  | 5  | −2 | 4  | Giành quyền vào Bán kết 1 |
| 4  | Lào          | 4  | 1 | 1 | 2 | 3  | 5  | −2 | 4  |                           |
| 5  | Philippines  | 4  | 0 | 0 | 4 | 0  | 8  | −8 | 0  |                           |

1. 1 2  Tie-break: Thái Lan 1–0 Việt Nam
2. 1 2  Tie-break: Malaysia 1–0 Lào

| Giờ   | Đội xanh                 | Kết quả (Tỉ số mạng hạ gục) | Kết quả (Tỉ số mạng hạ gục) | Đội đỏ                   | MVP ván                     |
| ----- | ------------------------ | --------------------------- | --------------------------- | ------------------------ | --------------------------- |
| 09:00 | Philippines 0–2 Việt Nam | Philippines 0–2 Việt Nam    | Philippines 0–2 Việt Nam    | Philippines 0–2 Việt Nam | Philippines 0–2 Việt Nam    |
| 09:00 | VIE                      | T (17)                      | B (13)                      | PHI                      | Lý Vương Thuyên (VIE)       |
| 09:00 | PHI                      | B (2)                       | T (17)                      | VIE                      | Lương Hoàng Phúc (VIE)      |
| 10:15 | Malaysia 0–2 Thái Lan    | Malaysia 0–2 Thái Lan       | Malaysia 0–2 Thái Lan       | Malaysia 0–2 Thái Lan    | Malaysia 0–2 Thái Lan       |
| 10:15 | THA                      | T (13)                      | B (8)                       | MAS                      | Thana Somboonprom (THA)     |
| 10:15 | THA                      | T (13)                      | B (5)                       | MAS                      | Pakkapon Saethong (THA)     |
| 11:30 | Lào 2–0 Philippines      | Lào 2–0 Philippines         | Lào 2–0 Philippines         | Lào 2–0 Philippines      | Lào 2–0 Philippines         |
| 11:30 | LAO                      | T (9)                       | B (1)                       | PHI                      | Anansap Nakmany (LAO)       |
| 11:30 | PHI                      | B (4)                       | T (13)                      | LAO                      | Bounkeut Khanmalai (LAO)    |
| 12:45 | Malaysia 0–2 Việt Nam    | Malaysia 0–2 Việt Nam       | Malaysia 0–2 Việt Nam       | Malaysia 0–2 Việt Nam    | Malaysia 0–2 Việt Nam       |
| 12:45 | MAS                      | B (4)                       | T (14)                      | VIE                      | Lương Hoàng Phúc (VIE)      |
| 12:45 | VIE                      | T (14)                      | B (4)                       | MAS                      | Lý Vương Thuyên (VIE)       |
| 14:00 | Lào 0–2 Thái Lan         | Lào 0–2 Thái Lan            | Lào 0–2 Thái Lan            | Lào 0–2 Thái Lan         | Lào 0–2 Thái Lan            |
| 14:00 | THA                      | T (22)                      | B (4)                       | LAO                      | Sanpett Marat (THA)         |
| 14:00 | LAO                      | B (8)                       | T (22)                      | THA                      | Peerawat Piachart (THA)     |
| 15:15 | Philippines 0–2 Malaysia | Philippines 0–2 Malaysia    | Philippines 0–2 Malaysia    | Philippines 0–2 Malaysia | Philippines 0–2 Malaysia    |
| 15:15 | PHI                      | B (0)                       | T (16)                      | MAS                      | Cheng Wei Han (MAS)         |
| 15:15 | PHI                      | B (1)                       | T (9)                       | MAS                      | Cheng Wei Han (MAS)         |
| 16:30 | Thái Lan 1–1 Việt Nam    | Thái Lan 1–1 Việt Nam       | Thái Lan 1–1 Việt Nam       | Thái Lan 1–1 Việt Nam    | Thái Lan 1–1 Việt Nam       |
| 16:30 | VIE                      | T (15)                      | B (12)                      | THA                      | Thóng Lai Bâng (VIE)        |
| 16:30 | VIE                      | B (5)                       | T (10)                      | THA                      | Pasu Yensabai (THA)         |
| 17:45 | Malaysia 1–1 Lào         | Malaysia 1–1 Lào            | Malaysia 1–1 Lào            | Malaysia 1–1 Lào         | Malaysia 1–1 Lào            |
| 17:45 | LAO                      | T (11)                      | B (3)                       | MAS                      | Phokham Korsaphankham (LAO) |
| 17:45 | MAS                      | T (20)                      | B (10)                      | LAO                      | Cheng Wei Han (MAS)         |
| 19:00 | Thái Lan 2–0 Philippines | Thái Lan 2–0 Philippines    | Thái Lan 2–0 Philippines    | Thái Lan 2–0 Philippines | Thái Lan 2–0 Philippines    |
| 19:00 | THA                      | T (17)                      | B (0)                       | PHI                      | Peerawat Piachart (THA)     |
| 19:00 | PHI                      | B (0)                       | T (17)                      | THA                      | Pakkapon Saethong (THA)     |
| 20:15 | Lào 0–2 Việt Nam         | Lào 0–2 Việt Nam            | Lào 0–2 Việt Nam            | Lào 0–2 Việt Nam         | Lào 0–2 Việt Nam            |
| 20:15 | LAO                      | B (8)                       | T (14)                      | VIE                      | Lý Vương Thuyên (VIE)       |
| 20:15 | LAO                      | B (8)                       | T (14)                      | VIE                      | Lương Hoàng Phúc (VIE)      |

### Tie-break
Do Thái Lan, Việt Nam bằng điểm; Lào, Malaysia bằng điểm nên 2 trận tie-break sẽ diễn ra để xác định thứ hạng của các đội trong vòng bảng. Các đội bằng điểm thi đấu với nhau 1 ván duy nhất để xác định thứ hạng.
| Thời gian     | Đội xanh              | Kết quả (Tỉ số mạng hạ gục) | Kết quả (Tỉ số mạng hạ gục) | Đội đỏ                | MVP ván               |
| ------------- | --------------------- | --------------------------- | --------------------------- | --------------------- | --------------------- |
| 10:00 21 thg5 | Lào 0–1 Malaysia      | Lào 0–1 Malaysia            | Lào 0–1 Malaysia            | Lào 0–1 Malaysia      | Lào 0–1 Malaysia      |
| 10:00 21 thg5 | LAO                   | B (13)                      | T (18)                      | MAS                   | Lai Chia Chien (MAS)  |
| 11:00 21 thg5 | Thái Lan 1–0 Việt Nam | Thái Lan 1–0 Việt Nam       | Thái Lan 1–0 Việt Nam       | Thái Lan 1–0 Việt Nam | Thái Lan 1–0 Việt Nam |
| 11:00 21 thg5 | THA                   | T (14)                      | B (5)                       | VIE                   | Pasu Yensabai (THA)   |

## Vòng play-off

### Sơ đồ
|  | Bán kết 1 (Bo5) | Bán kết 1 (Bo5) | Bán kết 1 (Bo5) |          |   | Bán kết 2, 3 (Bo5) | Bán kết 2, 3 (Bo5) | Bán kết 2, 3 (Bo5) |  |  | Tranh Huy chương Vàng (Bo7) | Tranh Huy chương Vàng (Bo7) | Tranh Huy chương Vàng (Bo7) |  |
|  |                 |                 |                 |          |   |                    |                    |                    |  |  |                             |                             |                             |  |
|  |                 |                 |                 |          |   | 1                  | Thái Lan           | 3                  |  |  |                             |                             |                             |  |
|  |                 |                 |                 |          |   | 1                  | Thái Lan           | 3                  |  |  |                             |                             |                             |  |
|  |                 |                 | 2               | Việt Nam | 0 |                    |                    |                    |  |  |                             |                             |                             |  |
|  | 2               | Việt Nam        | 2               | Việt Nam | 0 | 3                  |                    |                    |  |  |                             |                             |                             |  |
|  | 2               | Việt Nam        |                 |          |   |                    |                    |                    |  |  |                             |                             |                             |  |
|  | 3               | Malaysia        | 0               |          |   |                    |                    |                    |  |  |                             |                             |                             |  |
|  | 3               | Malaysia        | 0               |          | 1 | Thái Lan           | 4                  |                    |  |  |                             |                             |                             |  |
|  |                 |                 |                 |          |   |                    |                    |                    |  |  |                             |                             |                             |  |
|  |                 |                 | 2               | Việt Nam | 1 |                    |                    |                    |  |  |                             |                             |                             |  |
|  |                 |                 |                 | Việt Nam | 1 |                    |                    |                    |  |  |                             |                             |                             |  |
|  |                 |                 |                 |          |   |                    |                    |                    |  |  |                             |                             |                             |  |
|  |                 |                 |                 |          |   |                    |                    |                    |  |  |                             |                             |                             |  |
|  |                 | 2               | Việt Nam        | 3        |   |                    |                    |                    |  |  |                             |                             |                             |  |
|  |                 |                 |                 | 3        |   |                    |                    |                    |  |  |                             |                             |                             |  |
|  |                 |                 | 3               | Malaysia | 0 |                    |                    |                    |  |  |                             |                             |                             |  |

### Bán kết 1
| Giờ           | Đội xanh              | Kết quả (Tỉ số mạng hạ gục) | Kết quả (Tỉ số mạng hạ gục) | Đội đỏ                | MVP ván                |
| ------------- | --------------------- | --------------------------- | --------------------------- | --------------------- | ---------------------- |
| 14:00 21 thg5 | Việt Nam 3–0 Malaysia | Việt Nam 3–0 Malaysia       | Việt Nam 3–0 Malaysia       | Việt Nam 3–0 Malaysia | Việt Nam 3–0 Malaysia  |
| 14:00 21 thg5 | MAS                   | B (7)                       | T (10)                      | VIE                   | Lương Hoàng Phúc (VIE) |
| 14:00 21 thg5 | VIE                   | T (13)                      | B (7)                       | MAS                   | Thóng Lai Bâng (VIE)   |
| 14:00 21 thg5 | MAS                   | B (1)                       | T (11)                      | VIE                   | Phạm Vũ Hoài Nam (VIE) |

### Bán kết 2
| Giờ           | Đội xanh              | Kết quả (Tỉ số mạng hạ gục) | Kết quả (Tỉ số mạng hạ gục) | Đội đỏ                | MVP ván                 |
| ------------- | --------------------- | --------------------------- | --------------------------- | --------------------- | ----------------------- |
| 16:30 21 thg5 | Thái Lan 3–0 Việt Nam | Thái Lan 3–0 Việt Nam       | Thái Lan 3–0 Việt Nam       | Thái Lan 3–0 Việt Nam | Thái Lan 3–0 Việt Nam   |
| 16:30 21 thg5 | VIE                   | B (7)                       | T (11)                      | THA                   | Pasu Yensabai (THA)     |
| 16:30 21 thg5 | THA                   | T (12)                      | B (7)                       | VIE                   | Thana Somboonprom (THA) |
| 16:30 21 thg5 | VIE                   | B (5)                       | T (14)                      | THA                   | Eikapong Korhonen (THA) |

### Bán kết 3
| Giờ           | Đội xanh              | Kết quả (Tỉ số mạng hạ gục) | Kết quả (Tỉ số mạng hạ gục) | Đội đỏ                | MVP ván               |
| ------------- | --------------------- | --------------------------- | --------------------------- | --------------------- | --------------------- |
| 09:00 22 thg5 | Việt Nam 3–0 Malaysia | Việt Nam 3–0 Malaysia       | Việt Nam 3–0 Malaysia       | Việt Nam 3–0 Malaysia | Việt Nam 3–0 Malaysia |
| 09:00 22 thg5 | MAS                   | B (8)                       | T (19)                      | VIE                   | Thóng Lai Bâng (VIE)  |
| 09:00 22 thg5 | VIE                   | T (12)                      | B (4)                       | MAS                   | Thóng Lai Bâng (VIE)  |
| 09:00 22 thg5 | VIE                   | T (12)                      | B (1)                       | MAS                   | Thóng Lai Bâng (VIE)  |

### Trận tranh Huy chương Vàng
| Giờ           | Đội xanh              | Kết quả (Tỉ số mạng hạ gục) | Kết quả (Tỉ số mạng hạ gục) | Đội đỏ                | MVP ván                 |
| ------------- | --------------------- | --------------------------- | --------------------------- | --------------------- | ----------------------- |
| 15:00 22 thg5 | Thái Lan 4–1 Việt Nam | Thái Lan 4–1 Việt Nam       | Thái Lan 4–1 Việt Nam       | Thái Lan 4–1 Việt Nam | Thái Lan 4–1 Việt Nam   |
| 15:00 22 thg5 | VIE                   | T (7)                       | B (0)                       | THA                   | Phạm Vũ Hoài Nam (VIE)  |
| 15:00 22 thg5 | THA                   | T (9)                       | B (6)                       | VIE                   | Pasu Yensabai (THA)     |
| 15:00 22 thg5 | VIE                   | B (3)                       | T (8)                       | THA                   | Pasu Yensabai (THA)     |
| 15:00 22 thg5 | VIE                   | B (2)                       | T (6)                       | THA                   | Pasu Yensabai (THA)     |
| 15:00 22 thg5 | THA                   | T (11)                      | B (7)                       | VIE                   | Pakkapon Saethong (THA) |